# Jan Olbrycht (lekarz)
Jan Stanisław Olbrycht (ur. 6 maja 1886 w Zahutyniu, zm. 18 stycznia 1968 w Krakowie) – polski lekarz, wykładowca uniwersytecki, specjalista medycyny sądowej.

## Życiorys
Urodził się 6 maja 1886 w Zahutyniu, w rodzinie Piotra Olbrychta (w 1882 zastępca prowizoryczny nauczyciela w szkole ludowej w Zahutyniu pod Sanokiem, lekarz weterynarii, w 1887 mianowanego weterynarzem powiatowym w Sanoku i służący tam w kolejnych latach przy c. k. starostwie powiatu sanockiego, w 1911 starszy weterynarz przy c. k. starostwie powiatu wadowickiego) i Marii z domu Jaworskiej (córka Jana, proboszcza greckokatolickiego w Zahutyniu). Jego braćmi byli Tadeusz (1891–1963), zootechnik, profesor, Bruno (1895–1951), generał Wojska Polskiego.
W 1904 zdał egzamin dojrzałości w C.K. Gimnazjum w Bochni. Ukończył studia wyższe na Wydziale Lekarskim Uniwersytetu Jagiellońskiego. Od 1909 był demonstratorem w Zakładzie Medycyny Sądowej prof. Leona Wachholza. W 1910 dokonał odkrycia metody wykrywania niewidocznych śladów krwi na ubraniu. W 1911 uzyskał tytuł doktora wszech nauk medycznych i został biegłym sądowym. Dokształcał się w zakładach sądowo-lekarskich na Uniwersytecie Berlińskim i Uniwersytecie Wiedeńskim.
W C.K. Armii został mianowany asystentem lekarza w rezerwie i był przydzielony 1 dywizjonu artylerii konnej. Po wybuchu I wojny światowej został awansowany na stopień nadlekarza w rezerwie z dniem 1 listopada 1914, a potem awansowany na stopień lekarza pułkowego z dniem 1 lutego 1918. Do ok. 1917 pozostawał oficerem 1 dywizjonu artylerii konnej, a do 1918 był przydzielony do 1 pułku artylerii polowej. Nie brał udziału w walkach. W 1916 przywrócony do pracy na UJ. Pełnił stanowisko kierownika prosektorium wojskowego.
Po odzyskaniu przez Polskę niepodległości został przyjęty do Wojska Polskiego i służył w jego szeregach od 1919 do 1921. Został awansowany na stopień majora lekarza rezerwy ze starszeństwem z dniem 1 czerwca 1919. W 1923, 1924 był oficerem rezerwowym lekarzem 5 batalionu sanitarnego w Krakowie. W 1934 był oficerem rezerwowym 5 Szpitala Okręgowego pozostając w ewidencji Powiatowej Komendy Uzupełnień Kraków Miasto.
W 1923 został profesorem Uniwersytetu Jagiellońskiego otrzymując na uczelni osobny zakład, niezależny od prof. Wachholza. W roku akademickim 1934/1935 był dziekanem Wydziału Lekarskiego UJ. Zastosował pioniersko badania grupy krwi do metody ustalania ojcostwa (1926), przyczynił się do ustalenia sprawy zabójstwa tzw. „pięknej Zośki” tj. modelki z krakowskiej ASP (1927) oraz był biegłym sądowym w głośnym procesie Rity Gorgonowej. Był prezesem Izby Lekarskiej od 1932 do 1935, członkiem rady Izby Lekarskiej, członkiem Towarzystwa Lekarskiego. Był współredaktorem czasopism sądowo-lekarskich. Został członkiem-współpracownikiem komisji prehistorycznej i antropologicznej Polskiej Akademii Umiejętności (od 1931).
Podczas II wojny światowej, w 1942 roku został aresztowany przez Niemców, po czym 13 lipca tego roku został osadzony w obozie Auschwitz. W styczniu 1945 uczestniczył w marszu śmierci z obozu Auschwitz do Wodzisławia Śląskiego. Następnie z wodzisławskiej stacji kolejowej został przetransportowany do obozu Mauthausen-Gusen.
Po wojnie pozostawał profesorem UJ do 1962. Był biegłym w sprawach zbrodni hitlerowskich przy Najwyższym Trybunale Narodowym. W 1968 został członkiem rzeczywistym Polskiej Akademii Nauk. Opublikował 120 prac naukowych, m.in. dzieło Medycyna sądowa w procesie karnym.
W 1960 został laureatem Nagrody Miasta Krakowa. W 1962 otrzymał tytuł doktora honoris causa Uniwersytetu Jagiellońskiego.
Jego żoną była Izabela z domu Łada (1883–1964).

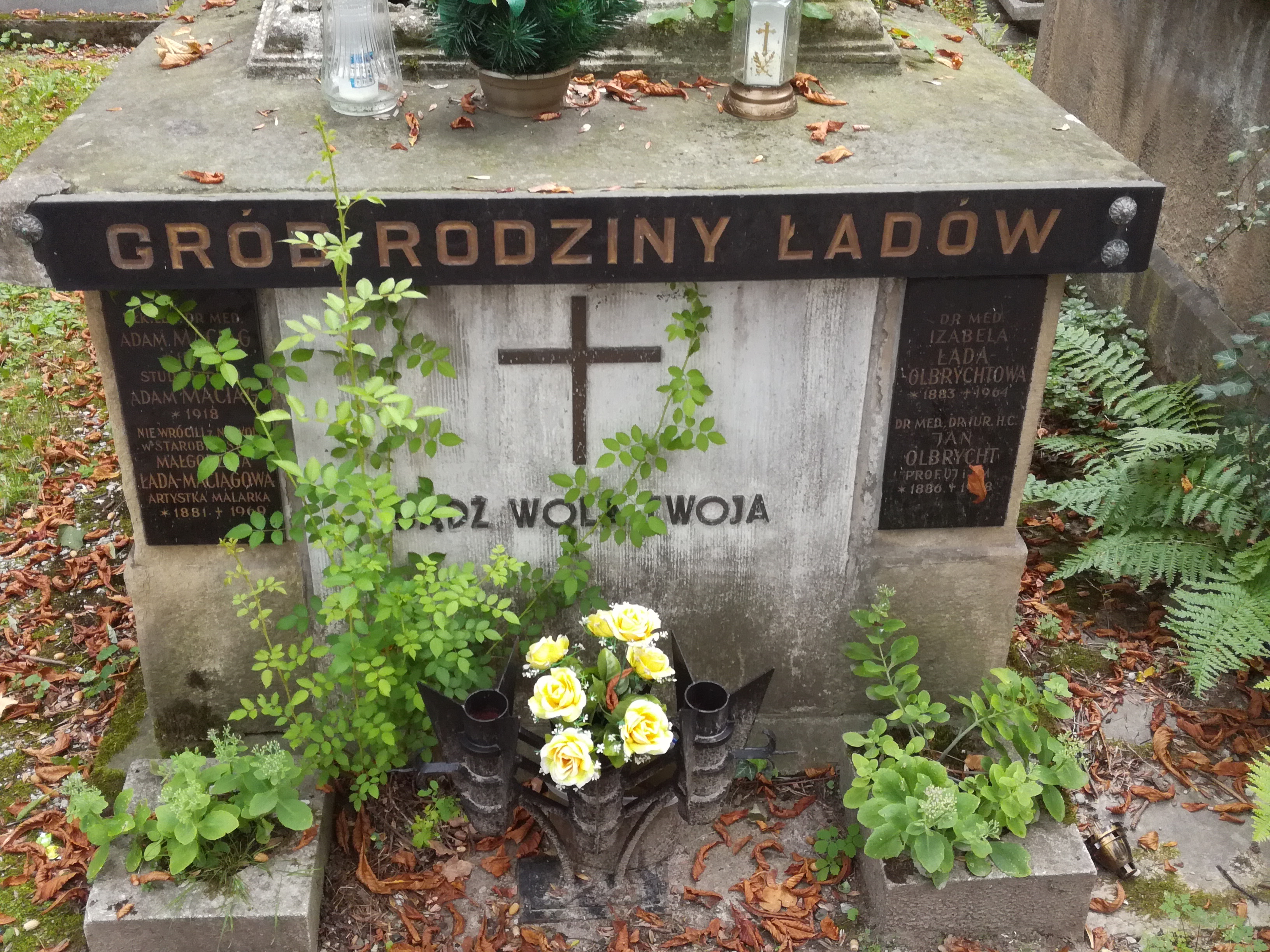
Grobowiec rodzinny Jana Olbrychta na cmentarzu Rakowickim

Zmarł 18 stycznia 1968 w Krakowie, pochowany na cmentarzu Rakowickim (kwatera D-wsch-po lewej Fijałkiewiczów).

## Ordery i odznaczenia
- Krzyż Komandorski Orderu Odrodzenia Polski (22 lipca 1952)[29]
- Medal Niepodległości (21 kwietnia 1937)[30]
- Medal 10-lecia Polski Ludowej (13 stycznia 1955)[31]

austro-węgierskie
- Srebrny Medal Zasługi Wojskowej na wstążce Krzyża Zasługi Wojskowej z mieczami (przed 1918)[15]
- Brązowy Medal Zasługi Wojskowej na wstążce Krzyża Zasługi Wojskowej (przed 1916)[13] z mieczami (przed 1918)[15]
- Złoty Krzyż Zasługi Cywilnej na wstążce Medalu Waleczności (przed 1917)[14]
- Krzyż Pamiątkowy Mobilizacji 1912–1913 (przed 1914)[12]